# Mangaratiba angulispinosa
Mangaratiba angulispinosa is een hooiwagen uit de familie Gonyleptidae.